# 克罗地亚死刑制度
現時克羅地亞已經廢除死刑制度，於1997年正式廢除。
- 最後一次在克羅地亞執行死刑年份為1987年。1990年普通罪行的死刑已經廢除，但仍然保留叛國和戰時罪行的應用。

- 1997年，克羅地亞政府和國會批准了“歐洲人權公約”第13號議定書，死刑制度正式廢除，在任何情況下不得執行任何形式的死刑，將所有原屬死刑的罪行一律改為無期徒刑。